# Gagik Haroutiounian
Gagik Haroutiounian (en  arménien Գագիկ Հարությունյան) est né le 23 mars 1948 à Geghashen, en République socialiste soviétique d'Arménie (URSS), est un homme d'État arménien. 
Il fait ses études à l'Université d'État d'Erevan. De 1990 à 1991, il est vice-président du Conseil suprême de la République d'Arménie. Il est ensuite nommé Premier ministre le 1er février 1991, et le reste jusqu'au 30 juillet 1992. Il est également vice-président de la république de 1991 à 1996.
Il préside la Cour constitutionnelle depuis 1996.